# Kim Hyo-seop
Kim Hyo-seop (kor. 김 효섭; ur. 23 września 1980) – południowokoreański zapaśnik w stylu wolnym. Dwukrotny olimpijczyk. Zajął szóste miejsce w Atenach 2004 i dziewiąte w Pekinie 2008. Startował w kategorii 55 kg.
Pięciokrotny uczestnik mistrzostw świata, piąty w 2006 i 2010. Brąz na igrzyskach azjatyckich w 2006 i 2010. Mistrz Azji w 2009 i trzeci w 2004. Pierwszy w wojskowych mistrzostwach świata w 2003.